# Stadtkyll
Stadtkyll est une municipalité de la Verbandsgemeinde Obere Kyll, dans l'arrondissement de Vulkaneifel, en Rhénanie-Palatinat, dans l'ouest de l'Allemagne.